# Rye (Jura)
Rye [ʁi] ist eine französische Gemeinde im Département Jura in der Region Bourgogne-Franche-Comté. Sie gehört zum Arrondissement Lons-le-Saunier und zum Kanton Bletterans. 
Sie grenzt im Südwesten an die Gemeinden Mouthier-en-Bresse und Beauvernois und somit an das Département Saône-et-Loire. Die Nachbargemeinden im Département Jura sind Les Essards-Taignevaux und Chêne-Bernard im Norden, Sergenon im Nordosten sowie Sergenaux, La Chassagne und Chêne-Sec im Osten. Der Ort liegt am Flüsschen Dorme.

## Bevölkerungsentwicklung
| Jahr                       | 1962 | 1968 | 1975 | 1982 | 1990 | 1999 | 2008 | 2017 |
| -------------------------- | ---- | ---- | ---- | ---- | ---- | ---- | ---- | ---- |
| Einwohner                  | 274  | 241  | 213  | 187  | 165  | 161  | 171  | 218  |
| Quellen: Cassini und INSEE |      |      |      |      |      |      |      |      |

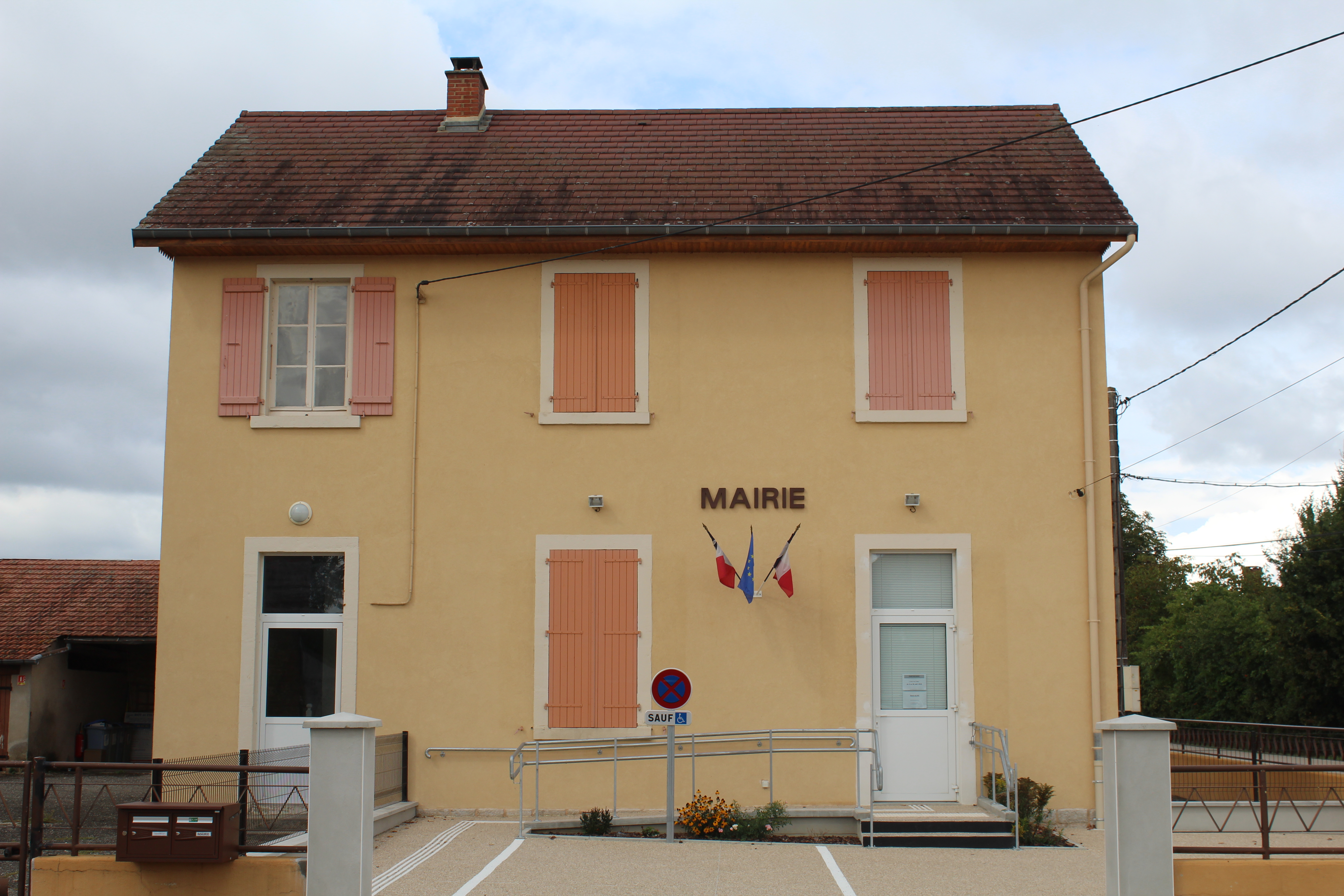
Mairie (Rathaus)
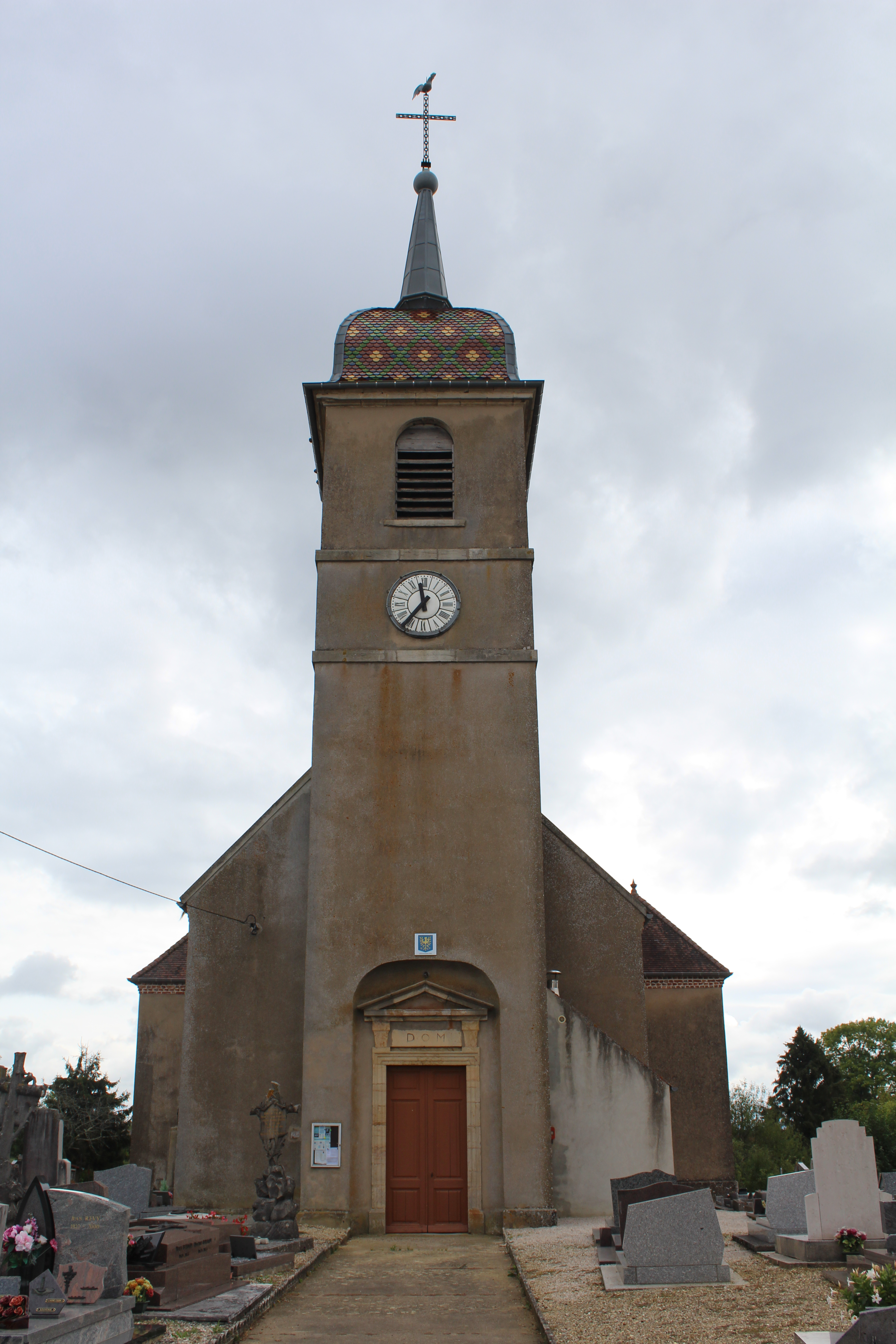
Kirche Saint-Denis